# Pakistan International Airlines-vlucht 661
Pakistan International Airlines-vlucht 661 was een lijnvlucht van Chitral naar Islamabad. Het vliegtuig, een ATR 42, stortte neer op 7 december 2016 nabij Havelian. Aan boord waren 42 passagiers (onder wie 2 kinderen), 3 bemanningsleden in de cockpit, 2 bemanningsleden en 1 vliegtuigtechnicus in de cabine . Niemand van de 48 inzittenden overleefde de ramp.